# Кароліс Вайрас-Рачкаускас
Кароліс Рачкаускас-Вайрас (Karolis Račkauskas-Vairas; 4 листопада 1882, Шяудіне, Шяуляйський повіт — 3 квітня 1970, Каунас) — письменник, перекладач, працівник культури та преси. З 1905 року співпрацював у різних виданнях.
Народився в сім'ї органіста. Виріс у Янаполісі. Навчався у гімназіях Шяуляй та Тарту. Вступив до Каунаської семінарії священиків.

Поїхав до Петербурга. Водночас він працював у редакції Lietuvių laikraštis кореспондентом Vilniaus žinios, інформуючи про роботу Державної Думи.
1907 — поїхав до США, де взяв участь у литовській діяльності. Разом з Йонасом Шлюпасом та Владисловасом Дембкісом у 1910—1911 роках редагував науково-літературний журнал «Вільна думка», а в 1911—1918 рр. редактор тижневика «Tėvynė» Асоціації литовців в Америці.
1923 — служив у Міністерстві закордонних справ. З 1923 по 1928 рік виконував дипломатичні обов'язки в Литовському представництві в Англії. 1929 рік став першим литовським дипломатом в Африці, жив у Кейптауні, де працював консулом Литви в Південно-Африканській Республіці (1929—1932).
Повернувшись до Литви у 1933, він присвятив себе роботі журналіста та перекладача.
- 1940–1947 був заступником директора Республіканської бібліотеки (Каунас), вченим секретарем,
- з 1949 по 1969 рік — директор Меморіального музею Пятраса Цвірки.

Після смерті Саломеї Неріс разом з Антанасом Венцловою він опікувався її спадщиною. У 1946 організував першу виставку в Каунасі — «Саломея Неріс у житті та творчості», склав фотоальбом «Salomėja Nėris: 1904—1945».